# Neoplatyura maruyamaensis
Neoplatyura maruyamaensis är en tvåvingeart som beskrevs av Uesugi 2002. Neoplatyura maruyamaensis ingår i släktet Neoplatyura och familjen platthornsmyggor. Inga underarter finns listade i Catalogue of Life.